# God is a DJ (canción de Pink)
«God Is a DJ» (en español: «Dios es un discjockey») es el tercer sencillo lanzado del álbum Try This de la cantante estadounicence Pink, el sencillo alcanzó su punto máximo en el número 6 en el top 40 de holanda y el puesto número once en el UK Singles Chart. La canción aparece la banda sonora de Mean Girls (2004).

## Canciones
UK CD1
1. «God Is a DJ» - 3:43
2. «Trouble» (Hyper Remix Edit) - 3:50

UK CD2
1. «God Is a DJ» - 3:43
2. «Trouble» (Acoustic Version) - 3:43
3. «God Is a DJ» (D-Bop Vocal Remix) - 6:36

iTunes EP
1. «God Is a DJ» (Spider Dub)
2. «God Is a DJ» (D-Bop Remix)
3. «God Is a DJ» (Spider Remix)
4. «God Is a DJ» (Electroheadz Remix)

## Videoclip
El videoclip de «God Is a DJ» muestra a Pink y sus compañeros divirtiéndose a su manera. El video debutó en MTV el 22 de enero de 2004 en la posición 10 y alcanzó su punto máximo en la posición 6.

## Posicionamiento
| Listas (2004)                                 | Mejor posición |
| --------------------------------------------- | -------------- |
| Australia ARIA Singles Chart                  | 24             |
| Austria Singles Chart                         | 26             |
| Belgium Singles Top 50                        | 40             |
| Dutch Top 40                                  | 6              |
| Germany Singles Chart                         | 44             |
| Ireland Singles Chart                         | 13             |
| Italy Singles Chart                           | 42             |
| New Zealand Top 40                            | 30             |
| Norway Singles Top 20                         | 20             |
| Swedish Singles Chart                         | 49             |
| Swiss Singles Chart                           | 32             |
| UK Singles Chart                              | 11             |
| U.S. Billboard Hot Dance Music/Club Play      | 17             |
| U.S. Billboard Bubbling Under Hot 100 Singles | 11             |

- Datos: Q2581035